# Gene Allen
Eugene Allen, noto come Gene Allen (Los Angeles, 17 giugno 1918 – Newport Beach, 7 ottobre 2015), è stato uno scenografo statunitense.
Ha vinto l'Oscar alla migliore scenografia per My Fair Lady nel 1965 e ha ricevuto altre due volte la nomination ai Premi Oscar nella stessa categoria, nel 1955 e nel 1958.

## Filmografia parziale
- È nata una stella (A Star Is Born), regia di George Cukor (1954)
- Ritorno dall'eternità (Back from Eternity), regia di John Farrow (1956)
- Les Girls, regia di George Cukor (1957)
- Facciamo l'amore (Let's Make Love), regia di George Cukor (1960)
- My Fair Lady, regia di George Cukor (1964)